# Tunne Kelam
Tunne-Valdo Kelam (född Tunne-Valdo Sink 10 juli 1936 i Taheva, Estland) är en konservativ estnisk politiker och ledamot av Europaparlamentet sedan 2004 för IRL (Förbundet Fäderneslandet och Res Publica), en del av Europeiska folkpartiet.  Mellan 2002 och 2005 var han partiledare för Förbundet Fäderneslandet, som gick samman med Res Publica 2006.